# Christian Wilhelm Luther
Christian Wilhelm Luther (né le 7 février 1857 à Tallinn et décédé le 22 janvier 1914 à Heidelberg) est un industriel germano-balte, fondateur de AM Luther.

## Vie et entrepreneuriat
Christian Wilhelm Luther est le fils du marchand, entrepreneur et conseiller germano balte Alexander Martin Luther (1810-1876) de Tallinn (Reval allemand), la capitale estonienne. Avec l'homme d'affaires Markel Makarov, son père avait connu une grande prospérité grâce au commerce des matériaux de construction et au commerce du bois. En particulier, l'importation de bardeaux de toiture en provenance de Finlande avait ouvert à l'entreprise de nouveaux marchés dans les pays baltes.
Christian Wilhelm Luther fréquente le lycée gouvernemental (de)  de Tallinn jusqu'en 1873. Il reçoit une formation commerciale complète de ses parents dans leur propre entreprise à Tallinn ainsi que chez Förster, Ruttmann & Co. et Mayer & Co. Luther fréquente l'école Petri Pauli de Moscou et travaille chez Cornelius & Co. Il est stagiaire à Londres chez Linck, Moeller & Co.. Son frère Carl Wilhelm Luther (de) (1859-1903) devient ingénieur, et son frère Johannes Heinrich Luther (1861-1932) poursuivit une carrière théologique.
Christian Wilhelm Luther continue l'entreprise florissante après la mort de son père en 1876. Dès 1877, il inaugure une scierie moderne dans le quartier Veerenni de Tallinn, qui autorisait la découpe de bardeaux et réduisait ainsi la dépendance à l'égard des importations finlandaises.

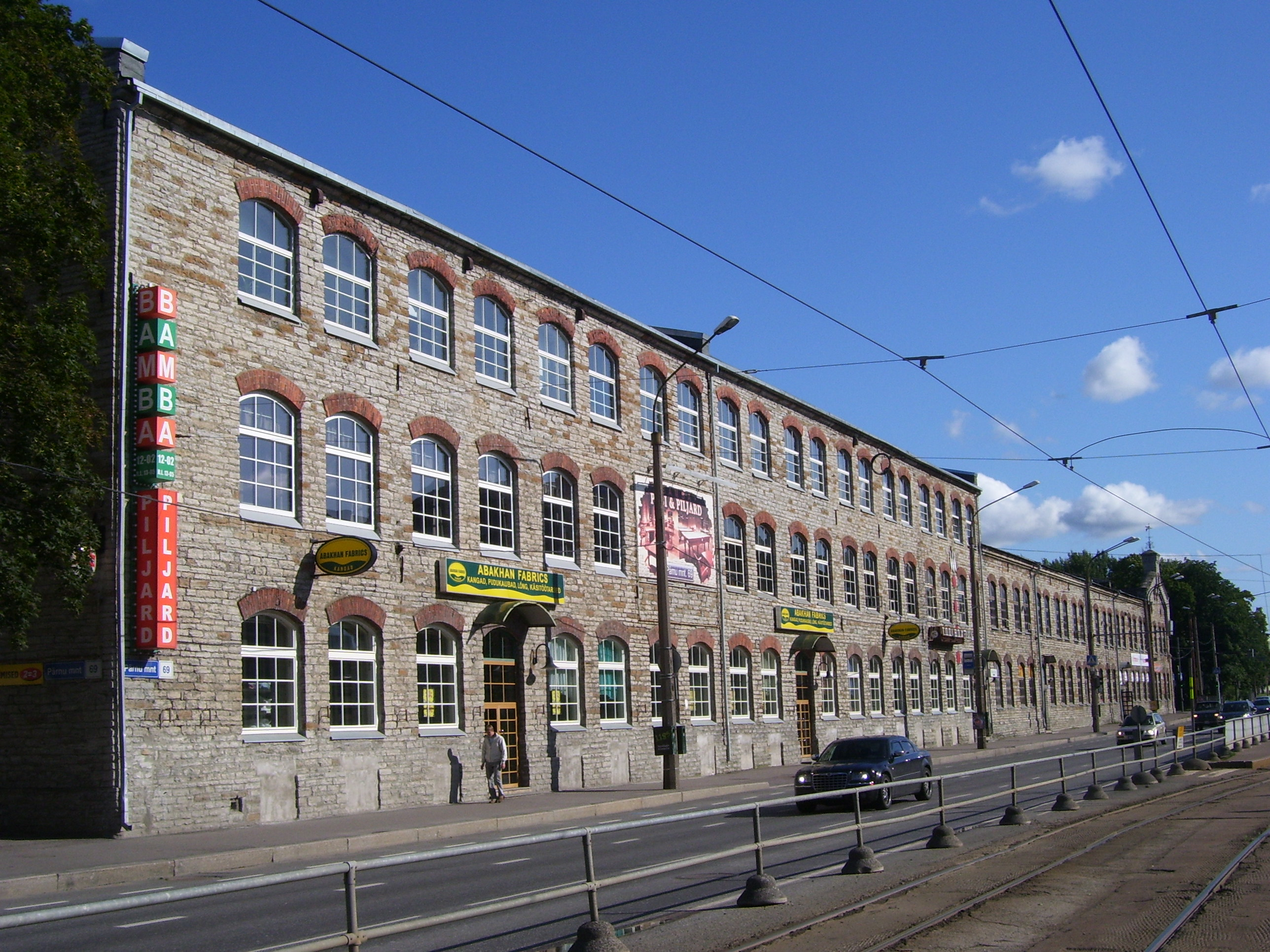
Les anciens bâtiments de l'usine de meubles AM Luther dans le quartier Veerenni de Tallinn

À partir de 1880, l'entreprise AM Luther, du nom du père de Christian Wilhelm, se spécialise dans la production de meubles. En 1883, Luther fonde la première entreprise mécanisée de transformation du bois à Tallinn. En 1887, la production est transférée dans un endroit plus pratique de la capitale estonienne. Christian Wilhelm Luther en est le directeur général, son frère cadet, l'ingénieur en mécanique Carl Wilhelm Luther (1859-1903), le directeur technique.
À partir de 1884, l’entreprise commercialise des meubles en placage, une nouveauté dans l’Empire russe. Christian Wilhelm Luther adopte la technologie américaine. AM Luther développe ses propres machines spéciales pour la production de placages. L'entreprise florissante se développe rapidement dans les pays baltes. La fabrique Luther possède sa propre centrale électrique, une installation de séchage du bois, des scieries et de vastes bâtiments d'usine pour la production en série de meubles, de bureau et de maison.
L'invention et le brevetage d'une colle de placage imperméable par un cousin des frères Luther, Konstantin Alexander Oskar Paulsen (et),  donne un nouvel élan à l'entreprise. Les meubles en placage résistant à l'humidité sont un succès. Désormais, l'entreprise fabrique également des valises, des boîtes à chapeaux, des seaux et d'autres objets du quotidien, et plus tard également des pièces d'avions, de voitures et de chemins de fer. La construction de lignes ferroviaires en Estonie et la connexion aux réseaux ferroviaires russe et finlandais ont contribué au succès économique de l'entreprise.
AM Luther produit aussi des caisses pour le transport du thé destiné au marché d'exportation anglais. La société d'exportation Venesta (mot-valise formé par fusion de vineer + Estonia) est fondée à Londres en 1897 et a le droit exclusif sur la distribution de ses produits dans l'Empire britannique.
En 1898 , AM Luther est transformée en société par actions. Christian Wilhelm Luther en est le directeur jusqu'à sa mort en 1914. Le frère Carl Wilhelm y est employé comme directeur technique.
Les deux frères fondent également la société par actions Volta de Tallinn, dont ils sont administrateur. L'entreprise s'est spécialisée dans la production de moteurs et de générateurs électriques pour le marché russe.
Christian Wilhelm Luther est décédé en 1914 à Heidelberg, Bade. Son fils Martin Christian Luther (1883-1963) continue l'entreprise avec succès. Il devient l'un des entrepreneurs et hommes politiques estoniens les plus influents pendant la Première Guerre mondiale, et dans la république d'Estonie de l'entre-deux-guerres.

## Engagements publiques
À partir de 1903, Luther est juge de paix honoraire. Il est également président de la section des affaires industrielles du comité de la Bourse de Reval. À partir de 1893, il est membre adjoint, et à partir de 1907 président de la Convention de l'église Saint-Nicolas. À partir de 1900, Luther est consul honoraire d'Autriche-Hongrie. Il est Schwarzenhäupterbruder et  Ältermann (de) de la Grande Guilde. À partir de 1906, il est président de l'association des industriels et directeur-président de l'association de crédit des propriétaires immobiliers de Revals. En 1912, il devient membre du Conseil des manufactures russes. La France lui décerne le titre d'officier de l'instruction publique.

## Vie privée
En juillet 1882, Christian Wilhelm Luther épouse Helen (Nelly) Greiffenhagen à Londres.